# Климов, Юрий Семёнович
Кли́мов Ю́рий Семёнович (21 сентября 1961 года, деревня Мраково ныне Кугарчинского района, Республика Башкортостан — 9 января 2000 года, вблизи города Аргун, Чеченская Республика) — офицер Вооружённых Сил и МВД. Подполковник, Герой Российской Федерации (посмертно).

## Биография
В 1984 году окончил Новосибирское высшее военно-политическое общевойсковое училище. В 1984—1990 годах проходил службу в Туркестанском военном округе. В 1993 году окончил Военно-политическую академию. Демобилизовался из Вооружённых Сил, поступил на службу в органы МВД.
С июля 1993 года проходил службу в специальном отряде быстрого реагирования (СОБРа) Управления по борьбе с организованной преступностью Новосибирской области, подполковник. С сентября 1996 года — начальник СОБРа.
С 1995 года выезжал на выполнение спецзаданий в Чеченскую Республику.
1 декабря 1999 года возглавил сводный отряд СОБРа Западно-Сибирского РУБОП, командированный в Чечню. Погиб в бою 9 января 2000 года, вблизи города Аргун, от пули снайпера.

## Награды
- Указом Президента Российской Федерации № 633 от 4 апреля 2000 года подполковнику милиции Климову Юрию Семёновичу присвоено звание Героя Российской Федерации (посмертно).
- Два ордена Мужества.
- Ведомственные медали МВД России.

Похоронен на Южном кладбище в Академгородке Новосибирска

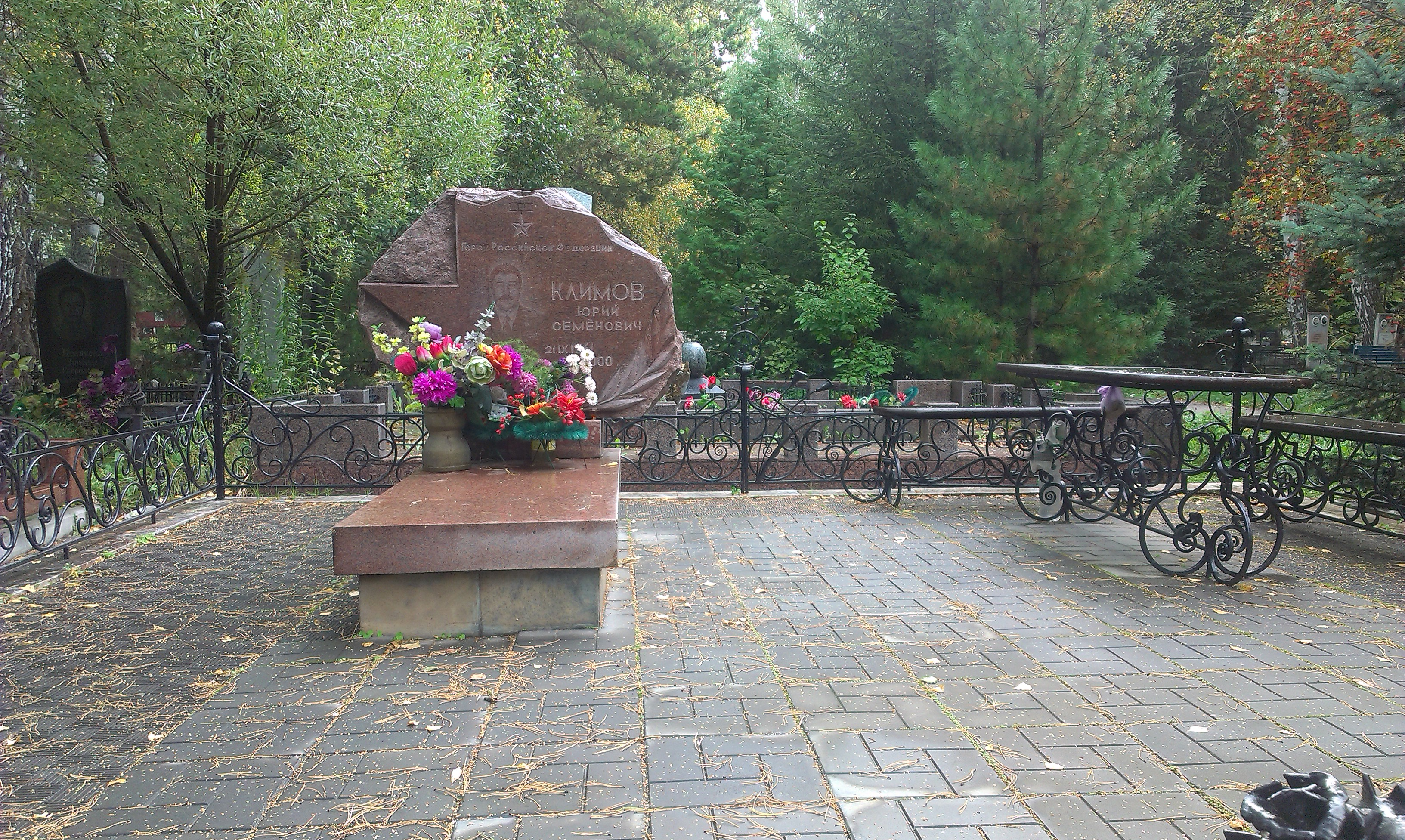
Могила на Южном кладбище